# Thomas Richter (Politikwissenschaftler)
Thomas Richter (* 1973) ist ein deutscher Politikwissenschaftler. Er forscht am German Institute for Global and Area Studies (GIGA).

## Leben
Richter studierte Politikwissenschaft, Volkswirtschaftslehre und Islamwissenschaft an der Eberhard Karls Universität Tübingen sowie der University of Michigan in Ann Arbor. Für sein Promotionsvorhaben erhielt er ein Stipendium der Hans-Böckler Stiftung, mit dem er von 2003 bis 2008 am Graduiertenkolleg der Universität Bremen eingeschrieben war. Seine Dissertation zum Thema Autoritäre Herrschaft, materielle Ressourcen und außenwirtschaftliche Reformen: Marokko, Tunesien, Ägypten und Jordanien zwischen 1970 und 2003 schloss er mit summa cum laude und der erfolgreichen Promotion zum Dr. rer. pol. ab. Seit 2008 ist er als Wissenschaftlicher Mitarbeiter am GIGA in Hamburg beschäftigt, wo er seit 2022 die Leitung für den Forschungsschwerpunkt „Politische Verantwortlichkeit und Partizipation“ innehat. Am 7. Juni 2024 wurde er zum Professor an der Fakultät für Staatswissenschaften der Leuphana Universität Lüneburg ernannt.

## Auszeichnungen
Im Jahr 2017 wurde Richter zusammen mit Viola Lucas mit dem Lijphart/Przeworski/Verba Data Set Award der American Political Science Association für die Arbeit am „GSRE – Global State Revenues and Expenditures“-Datensatz ausgezeichnet, den die beiden Wissenschaftler auf Basis historischer Dokumente aus den Archiven des Internationalen Währungsfonds erstellt haben.